# هلنه وایگل

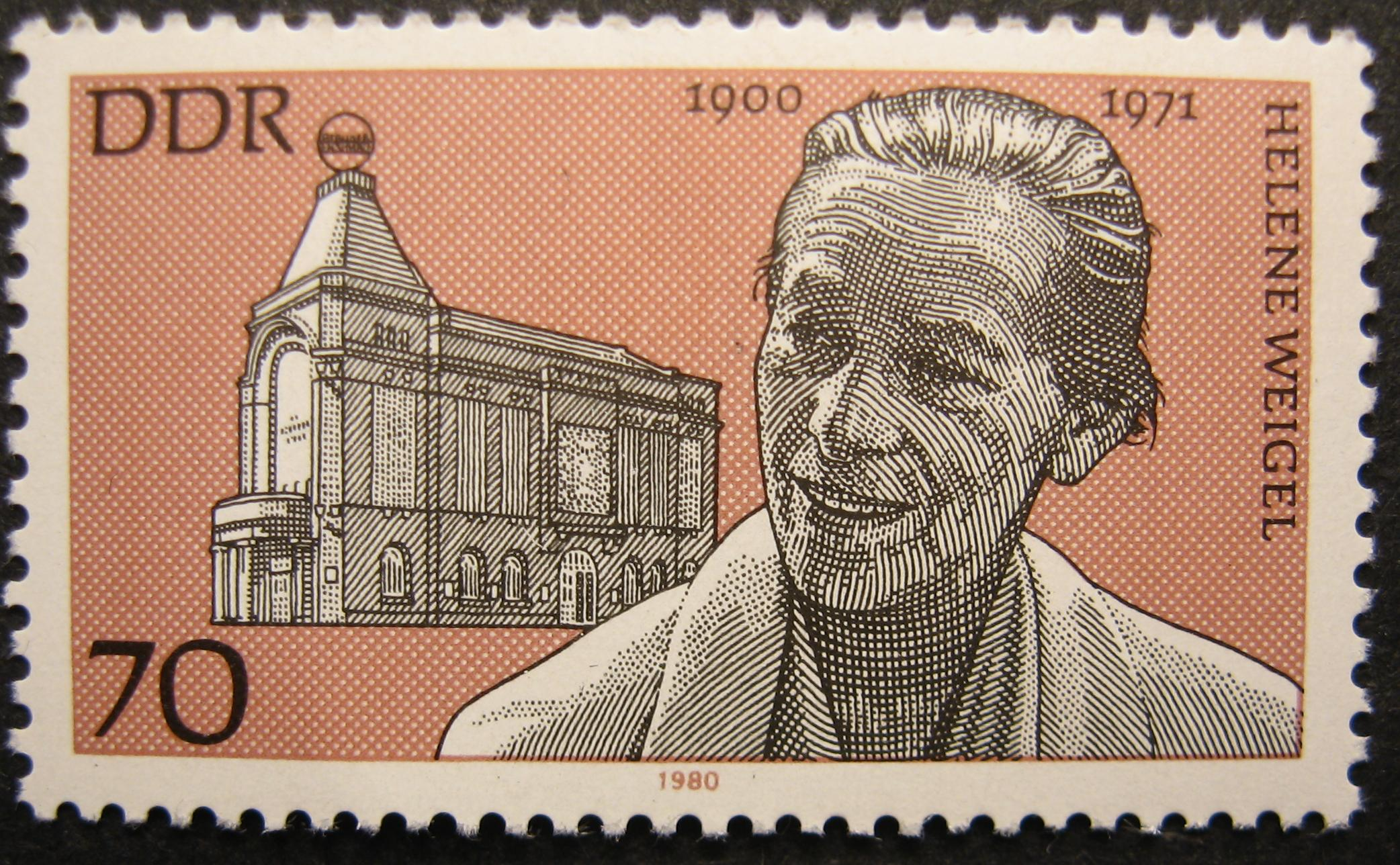

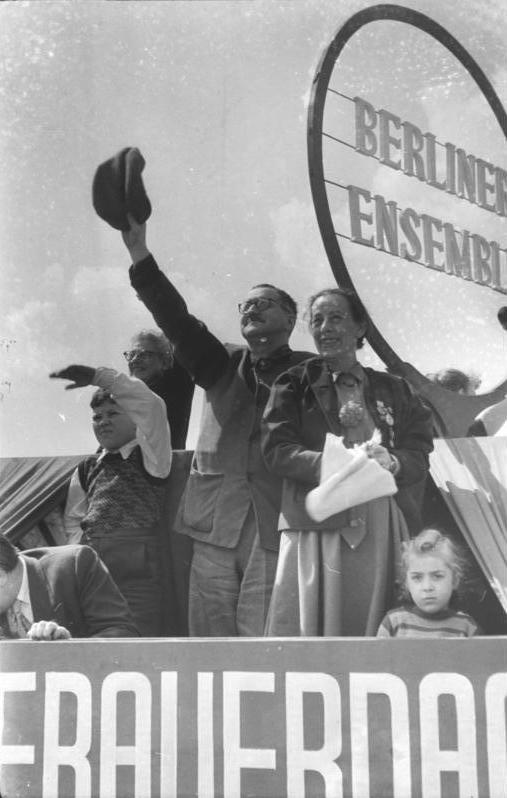
برتولت برشت و هلنه وایگل بر روی پشت بام گروه تئاتر برلین در تظاهرات روز جهانی کارگر ۱۹۵۴

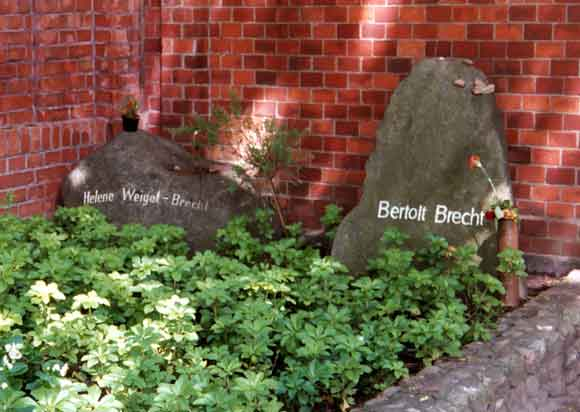
محل دفن برتولت برشت و هلنه وایگل در گورستان تاریخی Dorotheenstadt در برلین میته

هلنه وایگل (آلمانی: Helene Weigel; زاده ۱۲ مهٔ ۱۹۰۰ – درگذشته ۶ مهٔ ۱۹۷۱) یک هنرپیشه اهل آلمان بود. وی دومین همسر برتولت برشت بود که در سال ۱۹۳۰ با وی ازدواج کرد. برتولت و هلنه صاحب دو فرزند شدند.
هلنه وایگل ۱۵ سال پس از مرگ برشت، در روز ۶ مه ۱۹۷۱ در برلین شرقی درگذشت و در کنار برشت دفن شد.